# Adandozan
Adandozan, mort en 1861, est, si on exclut la reine Hangbè, chronologiquement le neuvième roi d'Abomey entre 1797 et 1818. Toutefois son nom, son règne et ses symboles ont été effacés de la tradition historique d'Abomey. 

## Biographie
Adandozan a été intronisé en 1797, à la suite d'une longue dispute qui a suivi l'assassinat de son père, Agonglo, qui était roi depuis 1789. Quand Adandozan monte sur le trône, il punit les opposants qui avaient participé aux événements associés à l'assassinat de son père. Dans la tradition dahoméenne, Adandozan a été représenté comme étant un roi cruel. Cependant cela est plutôt une image développée après le coup d'État mené par son demi-frère Ghézo avec l'aide du marchand d'esclaves brésilien Francisco Félix de Sousa. Pierre Verger et plus récemment l'historienne Ana Lucia Araujo ont examiné la correspondance d'Adandozan ainsi que celle de son père Agonglo avec les rois et d'autres autorités portugaises entre la fin du XVIIIe et le début du XIXe siècle. Cette correspondance montre que le gouvernement d'Adandozan fut une période de crise au Dahomey en ce qui concerne la traite négrière. De plus, les lettres révèlent une série de cadeaux envoyés par Adandozan au prince régent Jean, y compris une réplique de son trône, longtemps conservée au musée national du Brésil à Rio de Janeiro, mais détruite dans l'incendie du 2 septembre 2018.

## Problématique autour du roi Adandozan
Dans les traditions orale du Danxomé, il n'est jamais fait mention du roi Adandozan et pourtant, il a régné une vingtaine d'années. Quand il arrive à l'Aboméen de faire allusion à ce roi, il l'appelle par son surnom Daa Gbolometon (roi inconnu, indéterminé, qui est dans la nature),.

## voir aussi